# محمد توفيق بلو
محمد توفيق بن أحمد بلو هو كاتب، ومؤلف، ومحرر صحفي سعودي. وأحد الناشطين الدوليين في مجال الإعاقة البصرية وإعادة التأهيل. عَمِلَ أمينًا عامًا لجمعية إبصار الخيرية للتأهيل وخدمة الإعاقة البصرية في جدة وعضواً في مجلس إدارتها، وممثلاً للمملكة العربية السعودية في المجلس الدولي لتعليم المعاقين بصريًا (ICVEI)، وعضو اللجنة الوطنية السعودية لمكافحة العمى، ولجنة المساندة والعلاقات العامة في الوكالة الدولية لمكافحة العمى.
بدأ، بلو، مشواره مع الكتابة والتأليف عام 2002م بإصدار مؤلفه الأول «حصاد الظلام». الذي تناول تجربته مع فقدان البصر فجعله شغوفاً بالكتابة والتأليف أسوة بجده لأمه الأديب طاهر عبد الرحمن زمخشري. قال عنه الكاتب الدكتور إبراهيم فؤاد عباس: «ساهمت عدة عوامل في بلورة شخصية محمد توفيق بلو، إضافة إلى تأثره الشديد بجده (بابا طاهر)، من أهمها إقامته في أمريكا وهو ما زال طفلاً صغيرًا، إذ بدأت تتبلور في ذهنه النواة الأولى لأهمية الاندماج الثقافي والعرقي بين المجتمعات، وخطورة العنصرية المقيتة وأضرارها البالغة على المجتمعات. محمد توفيق بلو، ومن خلال هذه القراءة الممتعة لسيرة حياته في جزئها الأول، يحمل أوَّلا، وقبل أي شيء، لقب إنسان بكل ما تحمله الكلمة من معاني السمو والنبل والإحساس المفرط بالألم والفرح والحزن والرضا، والإصرار على التميز والنجاح مهما عظمت التحديات وتعثرت مسيرة الإنجاز، مع سلسلة الفقد الذي طالت حلقاته خلال تلك المسيرة الشاقة، بدءاً من فقدان والده، وجده (بابا طاهر)، وحتى فقدانه عمله مرتين عبر صدمتين موجعتين، مرورًا بفقدانه بصره. لكن ظلت الابتسامة بالرغم من هذه السلسلة المؤلمة - لا تفارق محياه - ويكفي محمد توفيق بلو فخرًا، أنه مؤسس جمعية (إبصار) التي تعتبر منجزًا وطنيًا وإنسانيًا وحضاريًا بامتياز».

## ولادته ونشأته
ولد محمد توفيق بلو في جدة 28 محرم 1381هـ - 12 يوليو 1961م، عاش جانب من طفولته بمدينة سانت لويس بولاية ميزوري الأمريكية مع أسرته إبان ابتعاث والده للدراسة فيها، تأثر بجده لأمه الأديب طاهر عبد الرحمن زمخشري الذي كفله وأخوته الخمسة بعد وفاة والدهم في العام 1967م وعاش معه لأكثر من 20 عام تحت سقف بيت واحد. خلالها اصطحبه في رحلة إلى تونس لمدة شهرين كان لها الأثر الكبير في رسم آفاقه وطموحاته المستقبلية، التي بدأها بالالتحاق بفريق كرة اليد بنادي الاتحاد السعودي (فئه الأشبال والشباب) ولعب معه فيها 3 مواسم رياضية حققوا خلالها أول بطولة كرة يد بالمنطقة الغربية، وفي أغسطس 1979م سافر إلى مدينة برايتون البريطانية لتعلم اللغة الإنجليزية وأقام فيها عدة أشهر عاد بعدها إلى السعودية ليبدأ حياة جديدة مع عالم السفر والطيران الذي قاده لعالم الفن والثقافة والأدب الذي ظهر جلياً في مؤلفه الأول حصاد الظلام.
وفي منتصف الثمانينيات الميلادية التقى بشريكة حياته الأمريكية السيدة «جينا ماريا شكلي» التي كانت تعمل معه في الخطوط السعودية فاعتنقت الإسلام وتزوجا وأنجبت له ولدان وفي مطلع التسعينات أصيب بإعاقة بصرية كان لها الأثر الكبير في تغيير مسار حياته إلى عالم جديد قاده لأن يكون واحداً من أبرز النشطاء الاجتماعيين العاملين في مجال خدمات الإعاقة البصرية وإعادة التأهيل بإيعاز وتشجيع من زوجته وشريكة حياته. ومن مفاتيح النجاح التي استخدمها واستنار بها في حياته هي إيمانه بفلسفة جده لأمه الأديب طاهر زمخشري في قوله:
وكذلك:

## حياته العملية

### الخطوط السعودية

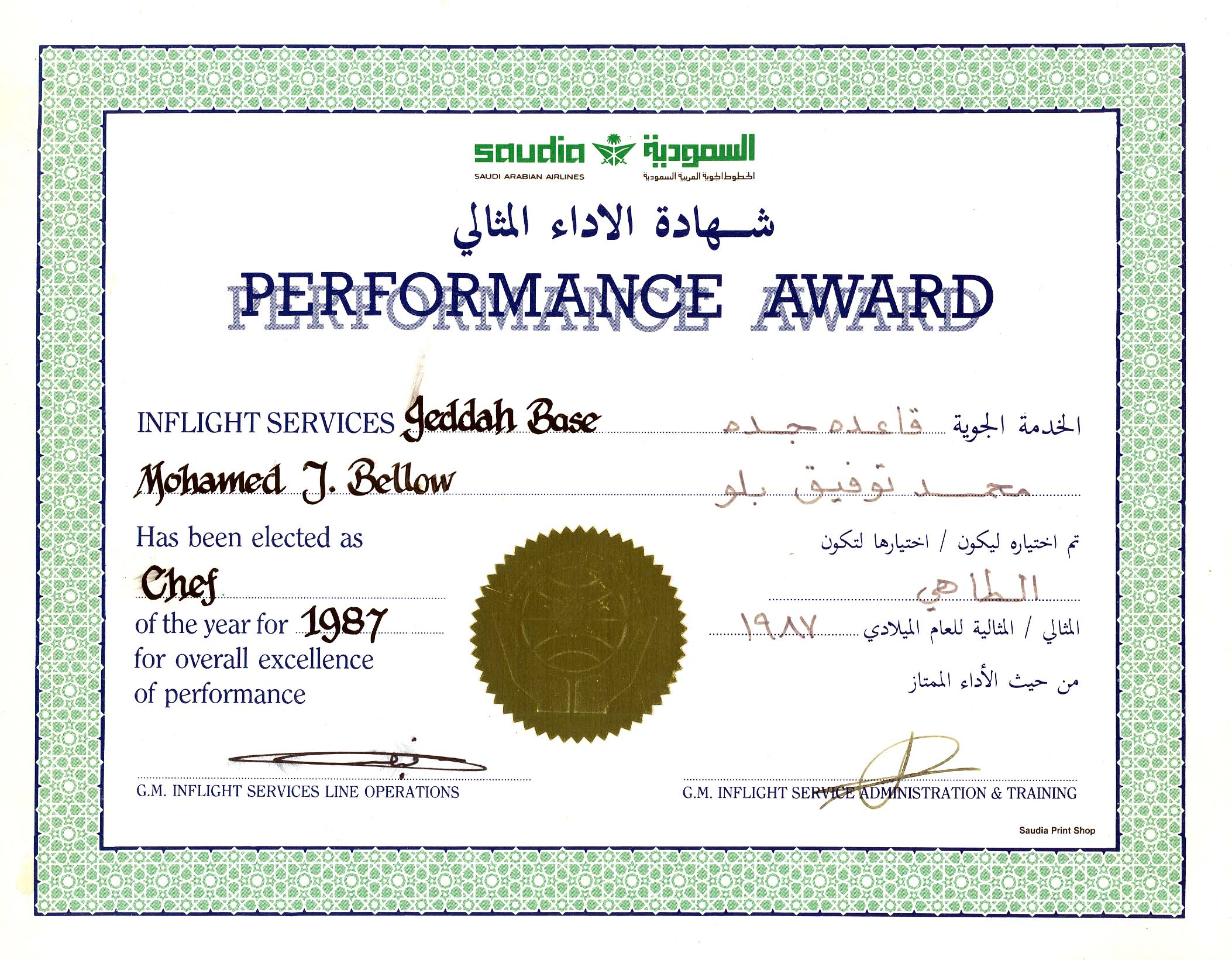
شهادة الطاهي المثالي - محمد توفيق بلو - الخطوط السعودية 1987م

بدأ محمد توفيق بلو حياته العملية في الخامس من مايو/أيار 1980م كملاح جوي في الخطوط السعودية، وأختير في عام 1985م للعمل كأول طاهي جوي سعودي يعمل على متن الخطوط السعودية متخصص على رحلات «نيويورك New York» واستمر فيها لأكثر من 4 سنوات حصل خلالها على شهادة الطاهي المثالي لعام 1987م ومن خلال تردده على نيويورك نمى هواياته في مزج الموسيقى الغريبة ورقص الهيب هوب حتى أصبح من المتمرسين فيها وكاد أن يحترفها لولا حدوث ما لم يكن في حسبانه وهو إصابته بإعاقة بصرية نتيجة لمرض وراثي في قاع العين (التهاب الشبكية الصباغي) على إثرها أحيل إلى وظيفة أرضية أبعدته عن المزج الموسيقي والهيب هوب وعلى ضوء الخبرة والمهارة التي اكتسبها في فنون عروض الطعام على الطائرات عين كمدرب طهاه ومضيفين فبرع في مجال التدريب حتى نال شهادة الأداء المثالي كأفضل مدرب للمضيفين عام 1991م، في تلك الأثناء تفاقمت حالته البصرية وأحيل إلى التقاعد المبكر في 15 أكتوبر 1992 فانعكس ذلك عليه بآثار سلبية ومعاناة إنسانية أدت به إلى الإحباط واليأس سيما وأنه كان في أوج عطائه، حيث كان قد قدم العديد من الأفكار والمشاريع التطويرية منها فكرة «وجبة الراكب الكفيف» للخطوط السعودية التي حصلت لاحقاً على الجائزة الذهبية في مجال الخدمة في أثناء الرحلة وجائزة Mercury لـ«وجبات المكفوفين» من IFCA، أمستردام، هولندا 1993م، وجائزة خدمة الطعام من مجلة "Onboard Service magazine". فقاده ذلك إلى بدء نشاطاته التوعوية والاجتماعية لمساعدة الأشخاص ذوي الإعاقة البصرية في شتى المناحي.

### مركز إبصار
وفي أغسطس 1994م سافر إلى الولايات المتحدة الأمريكية وزار مركز لايت هاوس (lighthouse) بنيويورك الذي أصبح اسمه لاحقاً (lighthouseguild) للحصول على خدمة ضعف البصر وإعادة التأهيل وحظي باهتمام المركز بصفته أول حالة تأتي إليهم من المملكة العربية السعودية والتقى بمنسقة البرامج الدولية آنذاك الدكتورة ماريان لينج التي رافقته في جولة شاملة للمركز وعرفته على برامج التدريب والخدمات المتوفرة فانبهر بما شاهده من مرافق وتجهيزات وكوادر متميزة فكان ذلك بمثابة الدافع الذي أشعل فيه الحماس والطموح لنقل مثل هذه الخدمات إلى بلاده، وخرج بحلم مشرق بعد سنتين من البحث عن حل لمعاناته مع ضعف البصر حققه بعد سنوات بشراكة عمل مع المركز الذي مثلته الدكتورة ماريان لينج بعد أن أصبحت رئيساً لقسم البرامج الدولية بالمركز في العام 2000م.

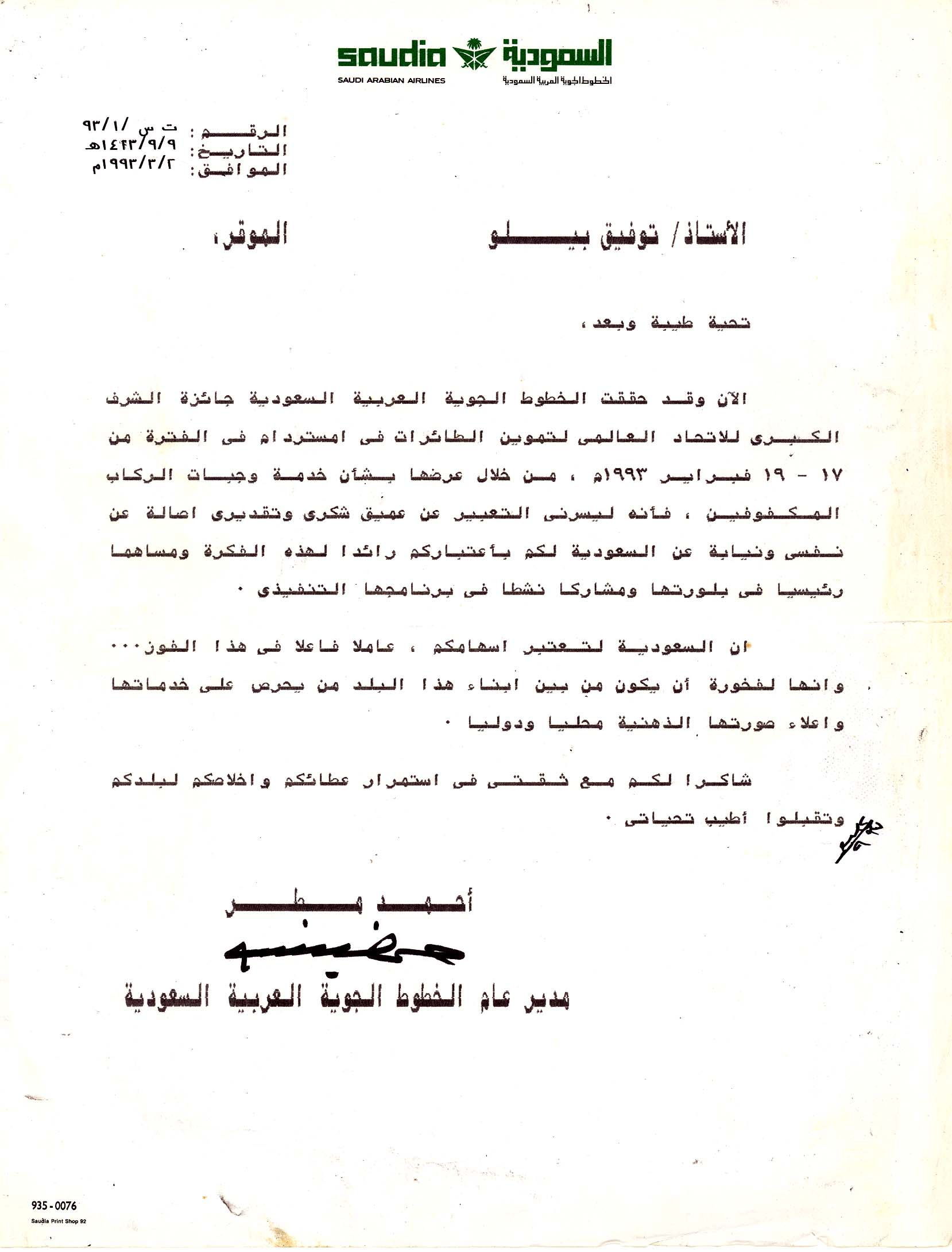
خطاب شكر من مدير عام الخطوط السعودية إلى محمد توفيق بلو عن تقديم فكرة وجبة الراكب الكفيف 1993
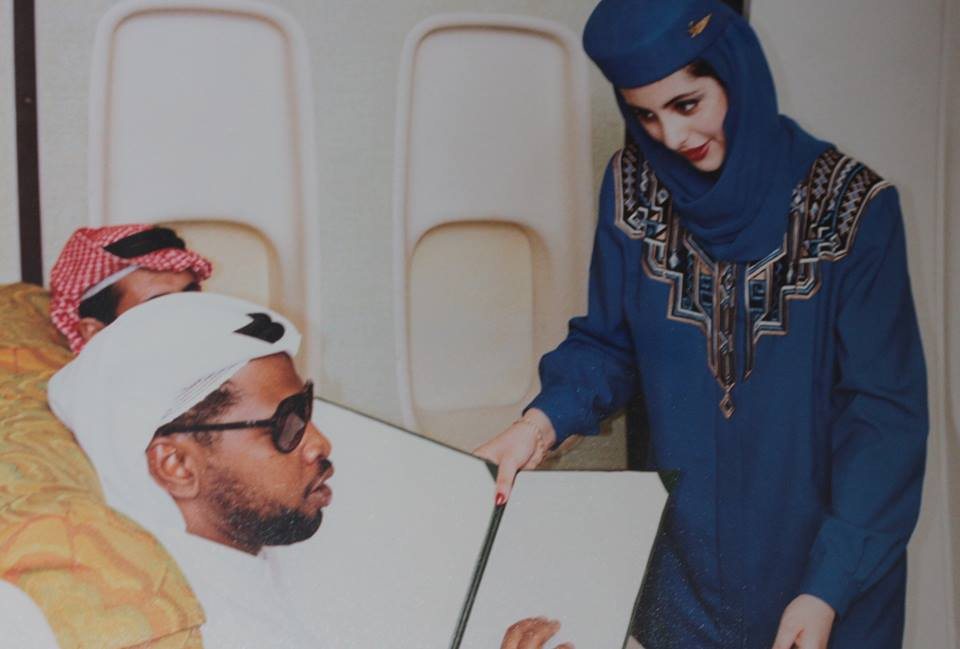
محمد توفيق بلو في صورة إعلانية لفكرة وجبة الراكب الكفيف التي فازت بجائزة اون بورد سيرفس مجازين في العام 1993م كأحسن صورة إعلانية للخدمة على الطائرات
- فيديو محمد توفيق بلو يلخص قصته مع فقدان البصر وتأسيس جمعية إبصار
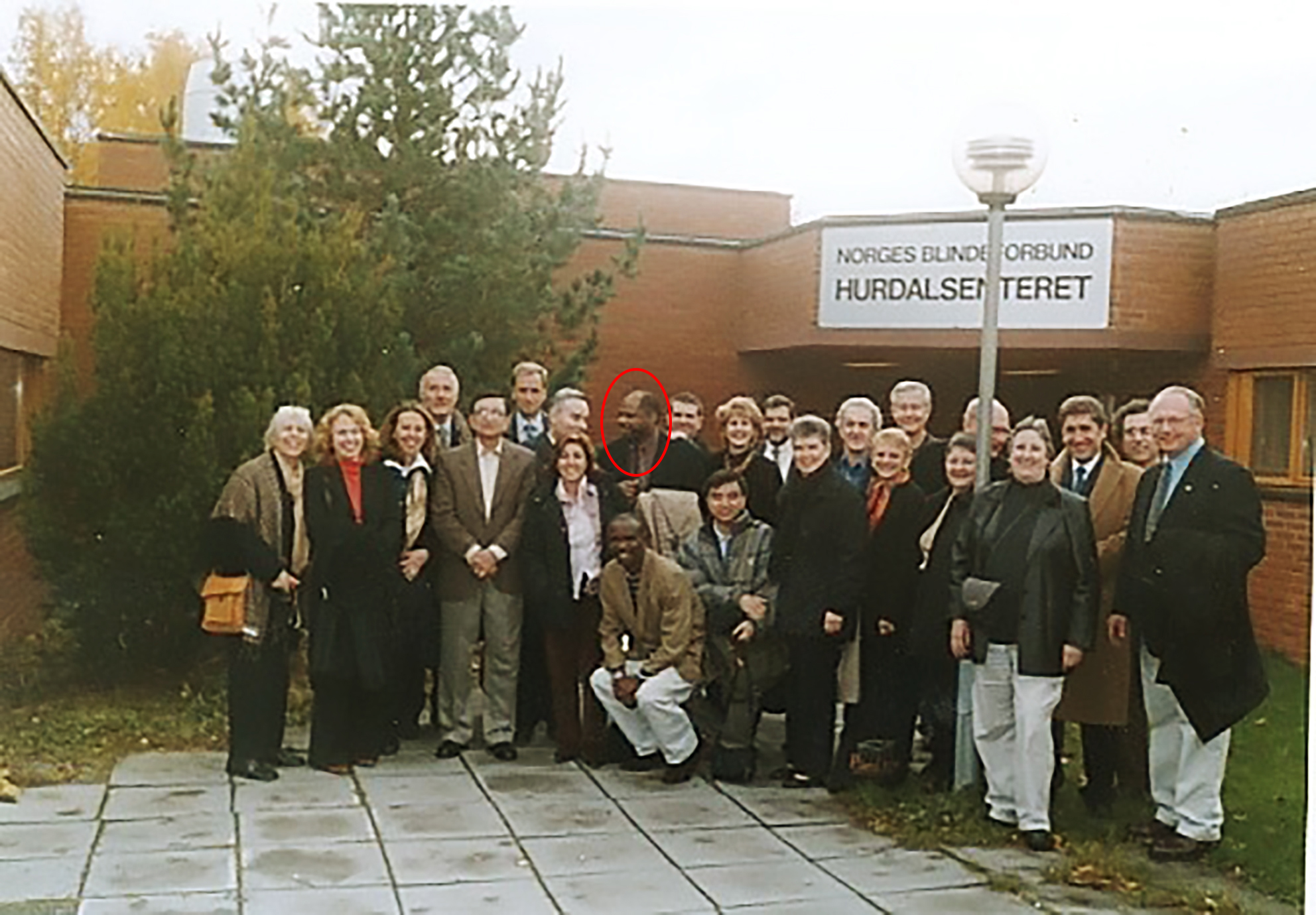
محمد توفيق بلو مع مجموعة الخبراء الدولييون - ورشة عمل أوسلو بالنرويج - أكتوبر 2004م
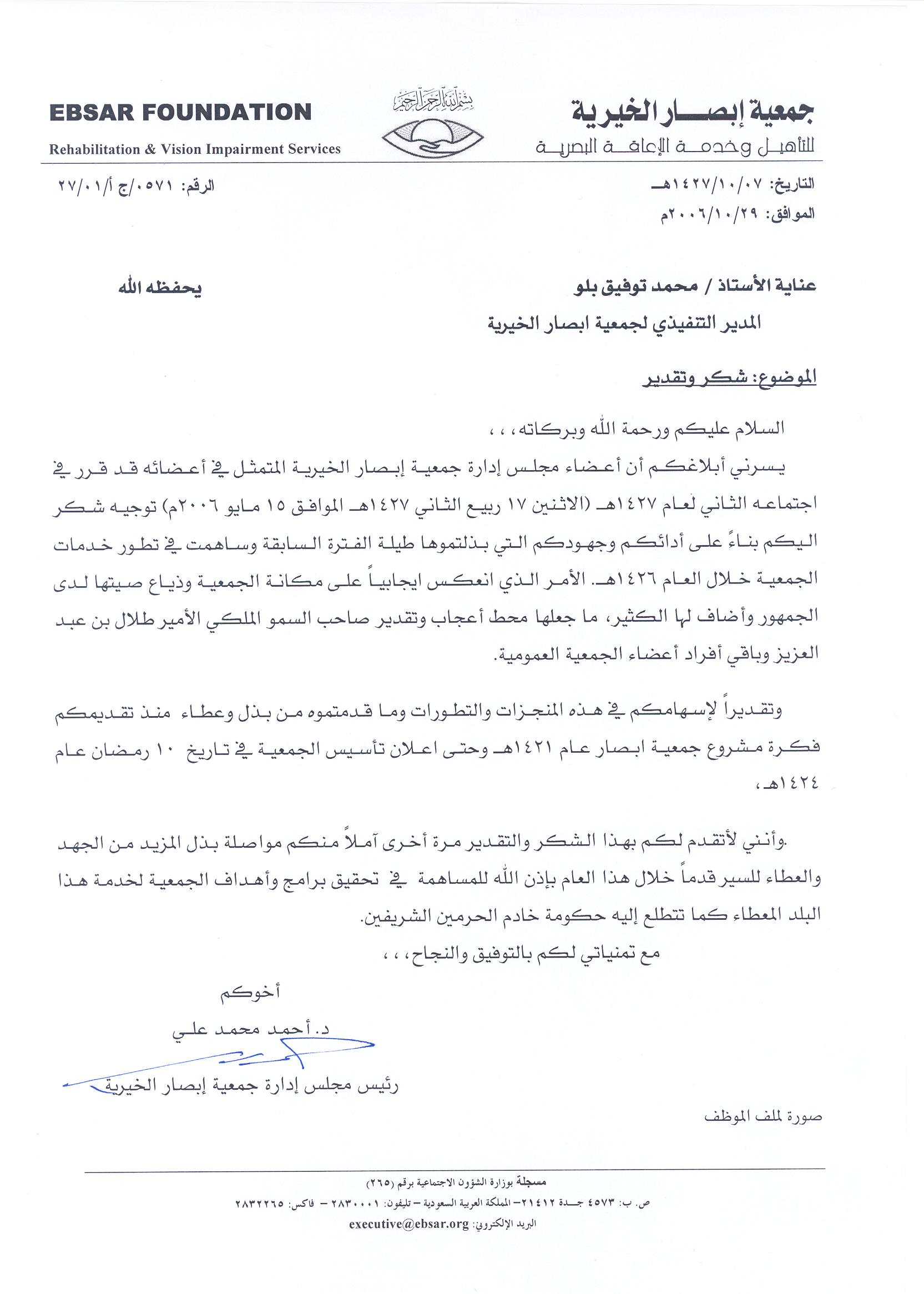
خطاب شكر من رئيس مجلس إدارة جمعية إبصار الخيرية إلى محمد توفيق بلو عن تقديم فكرة الجمعية وإدارتها 2006
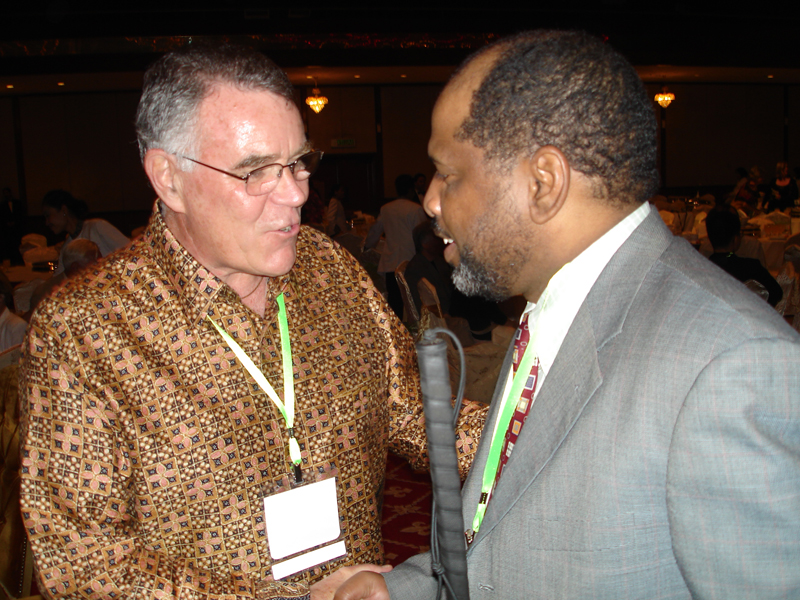
محمد توفيق بلو مع السيد Larry Campbell رئيس المجلس الدولي لتعليم المعاقين ICEVI أثناء مشاركته في المؤتمر الدولي للتعليم التقني وإعادة تأهيل العوق البصري - ماليزيا يوليو 2006م

وفي 1996م التحق ببرنامج الاستقلال الذاتي بمعهد مينيابوليس التابع للجمعية الوطنية للمكفوفين National Federation of the Blind الذي غير مجرى حياته ليعود بعدها إلى المملكة العربية السعودية قائداً حملة إعلامية بمجهوده الذاتي عبر وسائل الإعلام المرئية والمسموعة والمقروءة للتوعية بتجربته مع فقدان البصر والمطالبة بمشروع تأسيس مراكز لتدريب وإعادة تأهيل ذوي الإعاقة البصرية في السعودية والعالم العربي مماثلة للمراكز التي زارها في الولايات المتحدة الأمريكية. وأطلقت عليه مجلة الشرق الأوسط لقب «قاهر الظلام».
وبثت قناة ART في العام 1998م فيلما وثائقياً عن قصته وفكرة مشروعه بعنوان «رحلتي في الظلام الأبيض» ضمن برنامجها يستحقون الوسام ترتب عليه تبني فكرته من قبل الأمير طلال بن عبد العزيز آل سعود رئيس برنامج الخليج العربي للتنمية (أجفند) في 20 شوال 1421هـ - 16 يناير 2001م الذي اعتبره من أولويات واهتمامات برنامج الخليج العربي للتنمية بعد أن رُفع إليه طلب لتبني الفكرة في ربيع الثاني 1421هـ - يوليو 2000م من الدكتور أحمد محمد علي رئيس البنك الإسلامي للتنمية والدكتور عاكف المغربي رئيس مجموعة مستشفيات ومراكز مغربي، والدكتور عدنان البار (مدير عام الشؤون الصحية بمنطقة مكة المكرمة)، والدكتور عصام قدس (مدير مستشفي العيون بجدة).
وفي 2001/03/10م بدأ العمل على بلورة فكرة المشروع من مستشفى مغربي للعيون بجدة مع الدكتور عاكف المغربي بدعوة شخصيات ورجال أعمال للانضمام إلى المشروع وجمع المعلومات لإعداد الدراسات الفنية والمالية اللازمة والاستعانة بخبرة مركز اللايت هاوس في مجال خدمات ضعف البصر وإعادة التأهيل وبشركة صخر في مجال التكنلوجيا الصوتية ومنها قارئ الشاشة الذي سمي نظام إبصار بناء على طلبه وبه استطاع أن يؤسس أول مركز في العالم العربي باسم مركز إبصار لتدريب المكفوفين على استخدام الحاسب الآلي بنظام إبصار في مستشفى مغربي بجدة في مايو 2002م وأصبح مديراً له. وكانت بداية نشاطاته الإدارية في المركز تمثيله في المؤتمر العربي الأول لتطوير وتوحيد خط برايل الذي نظم في الرياض 8 أكتوبر 2002م.
وفي 10 أكتوبر 2002م سافر إلى القاهرة للمشاركة في احتفالات اليوم العالمي للبصر والبت في تأسيس مركز لإبصار بمستشفيات مغربي بالقاهرة، وقدم استشارات فنية اسهمت في تأسيس عدد من الجمعيات والمراكز في السعودية والعالم العربي منها مركز بسمة بتونس، مركز المرام لخدمة الكفيفات بجدة، جمعية الأمان لرعاية الكفيفات باليمن، جمعية العوق البصري ببريدة.
وفي أكتوبر 2003هـ سافر إلى الولايات المتحدة الأمريكية على رأس فريق مكون من (6) أفراد (أطباء وإخصائيي بصريات) بتمويل من مجموعة البنك الإسلامي للتنمية و برنامج الخليج العربي للتنمية (أجفند) ومستشفيات ومراكز مغربي، للتدرب في مركز لايت هاوس بنيويورك على إدارة مشروع للعناية بضعف البصر وإعادة التأهيل. عاد منه ليبدأ مشوار عمله الجديد في مجال خدمات العناية بضعف البصر وإعادة التأهيل.

### جمعية إبصار
في 2003/11/05م أعلن عن تأسيس المشروع باسم (جمعية إبصار الخيرية) لتكون أول جمعية سعودية وعربية متخصصة في خدمات الإعاقة البصرية وإعادة التأهيل، وعين مديراً لها، وعمل مع رئيس مجلس إدارتها الدكتور أحمد محمد علي رئيس مجموعة البنك الإسلامي للتنمية على استكمال تأسيسها وبدء نشاطها، وسجلت لاحقاً في وزارة العمل والتنمية الاجتماعية (وزارة الموارد البشرية والتنمية الاجتماعية) برقم (265) وتاريخ 1425/02/24هـ - 2004/04/14م بعد أن انضمم إليها عدد من رجال الأعمال السعوديين.

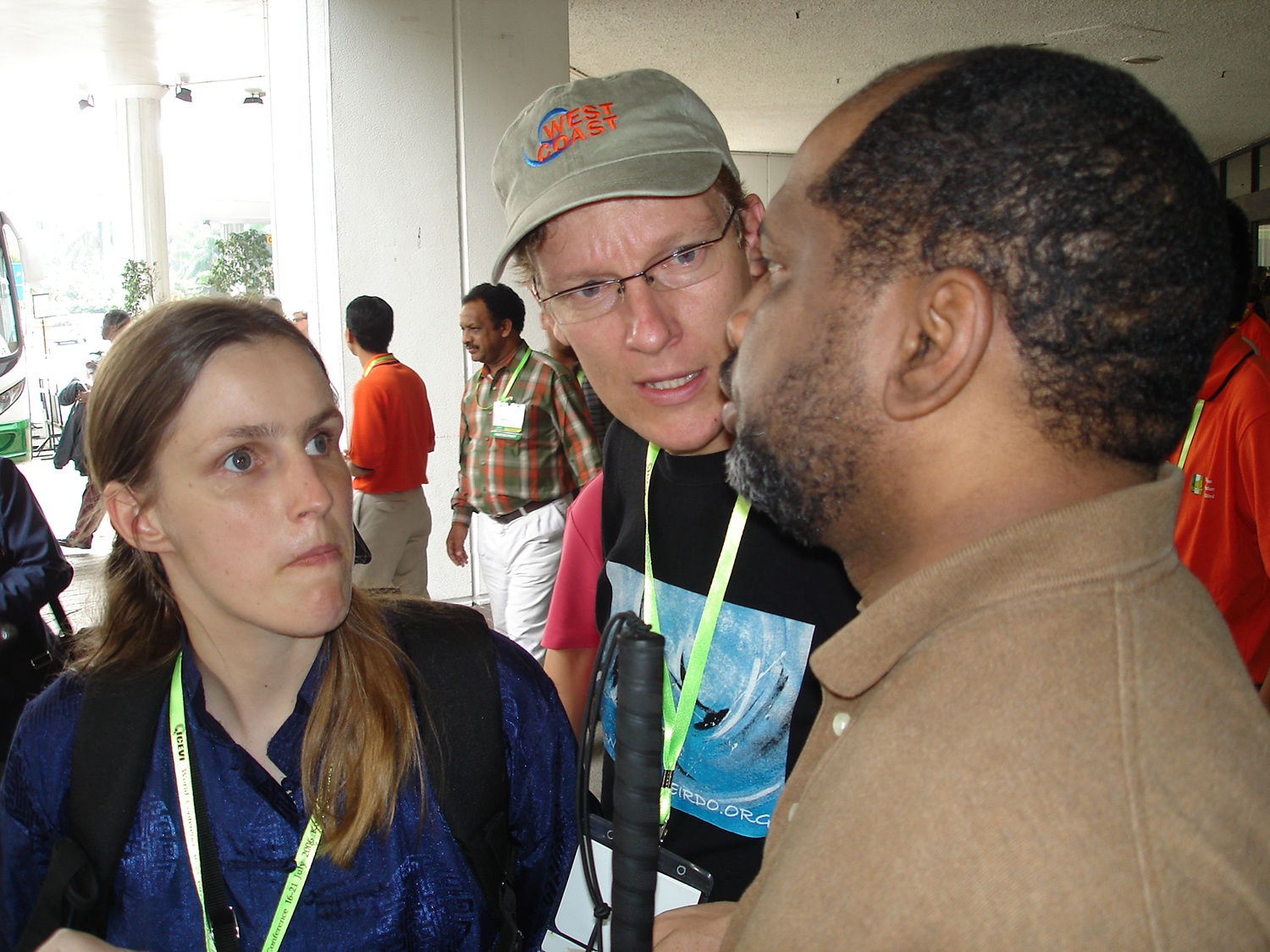
حوار بين محمد توفيق بلو والناشطة الاجتماعية الألمانية Sabriye Tenberken والسيد Paul Kronenberg - على هامش المؤتمر الثاني عشر للمجلس الدولي لتعليم المعاقين بصريًا (ICEVI) - ماليزيا - كوالالمبور 2006

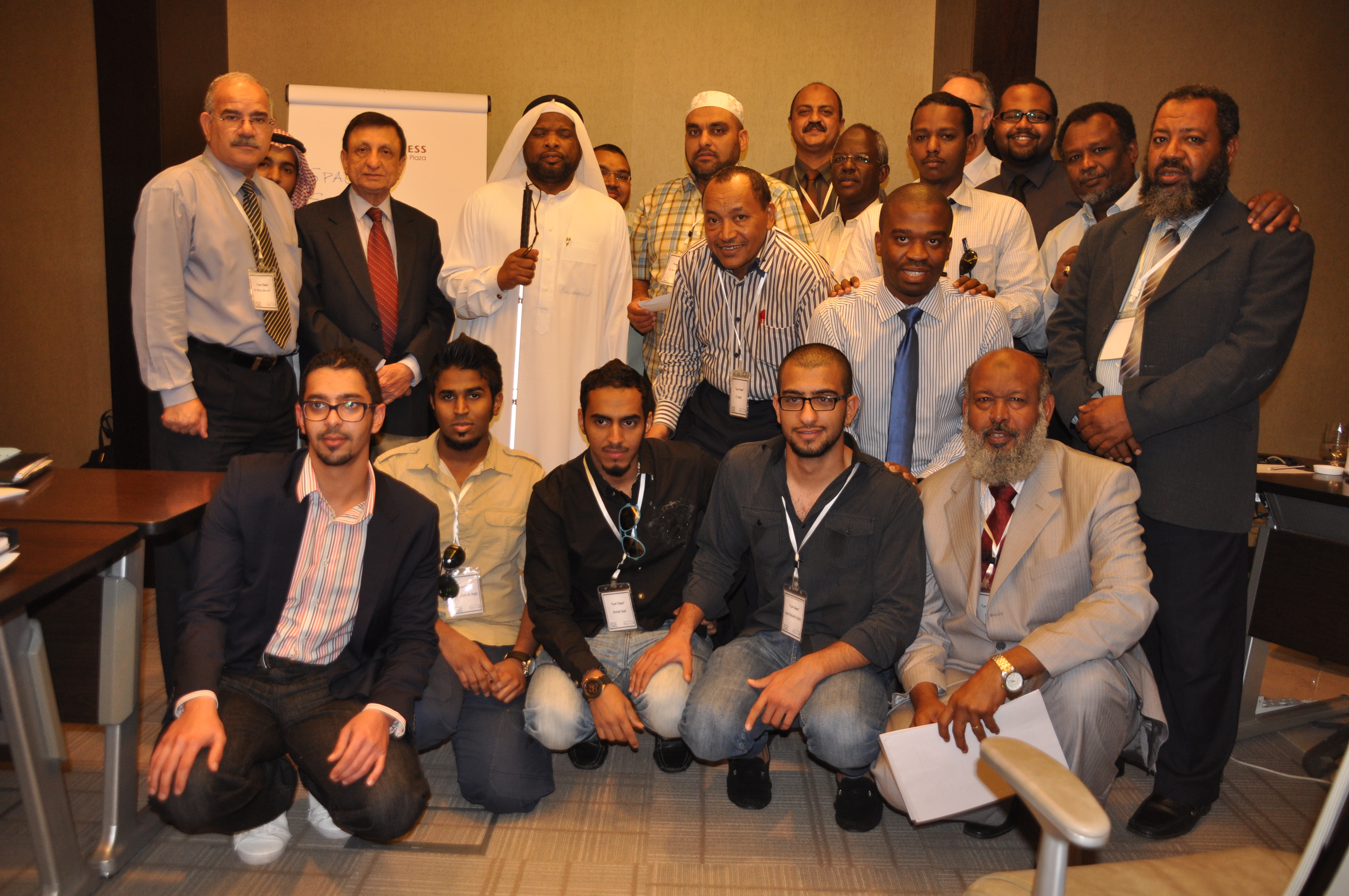
صورة تذكارية محمد توفيق بلو مع مجموعة من الأطباء وأخصائيي البصريات الملتحقين بالدورة السادسة للعناية الإكلينيكية بضعف البصر - جدة - 31 مارس - 04 أبريل 2012م

ومن خلال عمله في الجمعية أصبح من أبرز الناشطين العرب في مجال العناية بضعف البصر وإعادة التأهيل، وعمل فيها عن قرب مع خبراء دوليين منهم الدكتورة ماري آن لانج استشارية أولى في منظمة اللايت هاوس الدولية والسيدة كارين سيدمان مديرة التعليم والبرامج الدولية في منظمة اللايت هاوس، والبروفيسور مارك ولكنسون المدير الطبي ورئيس قسم إعادة التأهيل البصري في جامعة (ايوا) في الولايات المتحدة الأمريكية، والدكتور محمد سارفراز خان مدير خدمات ضعف البصر وإعادة التأهيل بجمعية إبصار، الدكتور عبد العزيز الراجحي رئيس مجلس الشرق الأفريقي لطب العيون والرئيس المشارك لإقليم الشرق الأوسط للوكالة الدولية لمكافحة العمى آنذاك على إعداد وتنقيذ (11) دورة في مجال العناية الإكلينيكية بضعف البصر للكبار والأطفال بالإضافة إلى المشاركة بتقديم محاضرات وورش عمل استفاد منها أكثر من (900) طبيب عيون وأخصائي وفني بصريات وتربية خاصة من المملكة العربية السعودية وعدد من الدول (الإمارات، البحرين، عُمان، قطر، الأردن، تونس، السودان، ليبيا، مصر، اليمن، نيجيريا، غانا، تايلند).
كانت بداية نشاطاته الدولية في أكتوبر 2004م حينما دُعي من قبل لايت هاوس والرابطة العالمية لأبحاث ضعف البصر وإعادة التأهيل ضمن (25) خبير دولي للمشاركة في ورشة عمل أقيمت في أوسلو بالنرويج لإعداد ورقة عمل بعنوان «نحو الحد من المؤثرات العالمية الناجمة عن ضعف البصر» عرضت لاحقاً في مؤتمر البصر 2005 بلندن خلاله التقى برئيس المجلس الدولي لتعليم المعاقين بصريا السيد لاري كامبل (Larry Campbell) الذي أعجب بتجربته فدعاه لحضور المؤتمر الثاني عشر للمجلس الدولي لتعليم المعاقين بصريًا (ICEVI) (ماليزيا 16-21 يوليو 2006م) وفيه أعلن عن اطلاق الحملة العالمية لتعليم 4 ملايين طفل كفيف حول العالم محرومين من التعليم فانضم إلى تلك الحملة واختير ممثلاً عن المجلس في المملكة العربية السعودية، والتقى بالكفيفة الألمانية Sabriye Tenberken مؤسسة منظمة برايل بلا حدود وأعجب بإنجازاتها العالمية في مجال تعليم الأطفال المكفوفين فكتب عنها في مذكراته الشخصية.
وعلى ضوء تلك الأنشطة اختاره الأمير عبد العزيز بن أحمد بن عبد العزيز (رئيس اللجنة الوطنية لمكافحة العمى) عضواً في اللجنة ممثلاً عن جمعية إبصار الخيرية لتنفيذ برامج خدمة ضعف البصر ومكافحة العمى وتدريب الأطباء في المملكة، ومنها عمل عن قرب مع مكتب إقليم شرق الأبيض المتوسط للوكالة الدولية لمكافحة العمى (IABP) ومبادرة «الرؤية 2020 الحق في الإبصار» فشارك في الاجتماع السنوي للوكالة بجنيف في سبتمبر 2006م واجتماع الجمعية العمومية للوكالة بالأرجنتين في العام 2008م والذي رشح من خلاله ليكون عضواً في لجنة المساندة والعلاقات العامة بالوكالة الدولية لمكافحة العمى، فشارك في وضع خطة وشعار احتفال العالم بـ (يوم البصر العالمي 2008م).
وعمل مع منظمة «لايت هاوس» ومؤسسة «نورث ستار فيجن» بنيويورك على إطلاق أول خدمة عربية بمنطقة شرق الأبيض المتوسط للتعليم الإلكتروني عن بعد لاختصاصيي إعادة التأهيل والمعاقين بصريا على ممارسة مهنة إعادة تأهيل المعاقين الآخرين، بتمويل من البنك الإسلامي للتنمية ومؤسسة العليان الخيرية، تم تدشينه وإطلاقه عالمياً في مؤتمر البصر 2011 بكوالالمبور بماليزيا (20-24 فبراير 2011).
وكانت أخر نشاطته الدولية مع الجمعية هي تلبية دعوة منظمة لايت هاوس بنيويورك لحضور مؤتمر تحالف خدمات الإبصار للمنظمات والجمعيات الأمريكية الغير حكومية في الفترة من 26 إلى 29 أكتوبر 2011م للخروج بأفكار ومشروعات جديدة في ناحية تشغيل الطاقات المعطلة بالتدريب والتأهيل والتوظيف شاملا جميع أنواع الإعاقة من بصرية وغيرها. فزار خلالها مصنع مدينة نيويورك لصناعات المكفوفين لاستطلاع التجربة الأمريكية في البرامج الصناعية للمكفوفين، ومنها قدم فكرة إنشاء أول مصنع في الشرق الأوسط يشغله ويديره معاقون بصرياً ضمن قرية نموذجية باسم (قرية إبصار الخيرية) التي تبناها الأمير طلا بن عبد العزيز آل سعود الرئيس الفخري للجمعية، وغادر عمله بالجمعية قبل أن ترى تلك الفكرة النور.

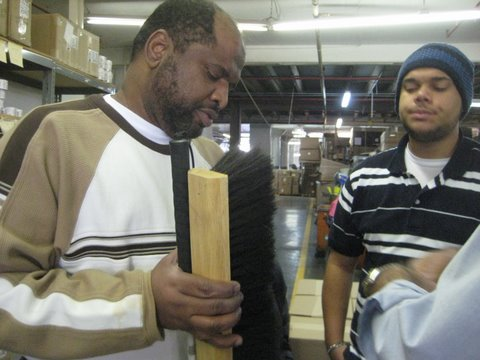
محمد توفيق بلو وأبنه سندس في مصنع نيويورك لصناعات المكفوفين ببروكلين نيويورك أكتوبر 2011م

بالإضافة إلى ذلك كان له دوراً بارزاً في دعم ذوي الإعاقة البصرية وقضاياهم وحقوقهم من خلال مشاركته في العديد من المؤتمرات الإقليمية والدولية، والحملات التوعوية المحلية والدولية منها حملة إبصار لدعم تعليم وتأهيل 15 ألف معاق بصرياً في المملكة، حملة إبصار الوطنية للاكتشاف المبكر لعيوب الإبصار لدى الأطفال، وأختير لعضوية المجلس التوجيهي لبرنامج «توافق» لتوظيف المعاقين المنبثق عن وزارة العمل (وزارة الموارد البشرية والتنمية الاجتماعية) والذي من خلاله ساهم في توظيف مئات المعاقين في القطاعين الخاص والعام.
كما كان له نشاط إعلامي لافت لعب دور كبير في التعريف بالجمعية والتوعية بقضايا العوق البصري بلغ أوجه في العام 2006 حينما أعد فكرة «مجلة إبصار» ورئس تحريرها لتكون أول مجلة عربية متخصصة في مجال العوق البصري، قال الأستاذ الدكتور زهير أحمد السباعي في مستهل عددها الأول «عندما أفضى إلي الأخ الصديق محمد توفيق بلو بأن مجلة ابصار على وشك الظهور، جدد في نفسي رجاء طالما تطلعت إليه، وهو صدور مجلة تحيي الأمل في نفوس ذوي الاحتياجات الخاصة باطلاعهم على كل ما هو جديد من أنباء وبحوث ومصادر المعرفة في مجال التأهيل وتنمية القدرات. ما زال تعبير أديب العربية الكبير الدكتور طه حسين بأنه «مستطيع بغيره» يتردد صداه في ذاكرتي ويثير في نفسي الأمل بأن يكون المعاق «مستطيعا بنفسه». لماذا لا؟ وهذه مجلة ابصار سوف تسهم -على ما أرجو- في تزويدنا بكل جديد في مجال تنمية القدرات لذوي الاحتياجات الخاصة -بكافة فئاتهم. وختم كلمته بقوله: «نأمل أن تكون ابصار نافذة أمل تعطي المرضى والمعالجين والمخططين والتربويين آفاقا من الأمل، وتسهم في جعل المعاق مستطيعا بنفسه لا بغيره»، وفي مارس 2007م بثت قناة العربية تقريراً إخبارياً عنها بعنوان «مجلة يعدها مكفوفون ليقرأها المبصرون». على ضوءها أطلقت مجموعة MBC في أبريل 2007م حملة على شبكتها الإعلامية لمدة شهر بعنوان «حملة دعم ومساندة جمعية إبصار الخيرية نرى الأمل في كل مكان». تم خلالها تصويره في إعلان تلفزيوني توعوي، واستضافته في عدد من اللقاءات التلفزيونية في صباح العربية، كلام نواعم، أدم، التفاح الأخضر، اليوم السابع بالإضافة إلى لقاءين إذاعيين في برنامج عيش يومك بإذاعة MBC FM وبرنامج فري زون بإذاعة بانوراما، وبعد عدة أعداد توقفت المجلة بسبب التمويل ولكنه واصل كتابة المقالات الصحفية، وإجراء المزيد من اللقاءات التلفزيونية والصحفية مع كبرى وسائل الإعلام المقروءة والمسموعة والمرئية من أهمها أم بي سي، العربية، روتانا خليجية، المجد، السعودية الأولى، كما نشرت له مئات المقالات واللقاءات الصحفية مع كبرى الصحف العربية من أهمها الحياة، الشرق الأوسط، عكاظ، الرياض، سبق، العرب اللندنية، بوابة أخبار اليوم المصرية، غرب الإخبارية، وأرجاء الإلكترونية وغيرها.
فأصبح شغوفاً بالعمل الصحفي والإعلامي والأدبي اسوة بجدة الأديب طاهر زمخشري وفي العام 2015 قرر الاستقالة من عمله كأمين عام لجمعية إبصار والترشح لانتخابات مجلس إدارتها فحصد المركز الأول مكرر في عدد الأصوات وأصبح عضواً في المجلس والمتحدث الرسمي للجمعية. وحينها بدء مسيرة عمل جديدة كعضو مجلس إدارة متطوع بالجمعية بعد مسيرة عمل استمرت (13) عام في إدارتها تكللت بالعديد من الأنشطة والمنجزات، ثم قرر التفرغ للكتابة والتأليف وبدأ نشاطه ككاتب عامود في عدد من الصحف الإلكترونية وأصدر عدد من الكتب. وأسس شركة للنشر. ليصبح أول كفيف سعودي يؤسس ويدير دار للنشر، ويخوض تجربة المشاركة بمعرض الكتاب كناشر لمؤلفين أخرين في مجالات الأدب، القصص العربية، المذكرات، الرواية، الثقة بالنفس، القصص القصيرة، الشعر العربي - نقد، النثر العربي، اللغة العربية - النحو، إلى جانب إصداراته الشخصية.

### الوظائف
- مضيف جوي بالخطوط السعودية 1980/05م - 1985/03م.
- طاهي جوي بالخطوط السعودية 1985/03م - 1989/02م.
- مدرب خدمة جوية بالخطوط السعودية 1989/02م - 1992/10م.
- مدير مشروع مركز إبصار للتأهيل وخدمات الإعاقة البصرية بمستشفى مغربي 2001/07م - 2003/11م.
- المدير التنفيذي لجمعية إبصار الخيرية 2003/11م - 2006/09م.
- مدير عام جمعية إبصار الخيرية 2006/09- 2009/02م.
- أمين عام جمعية إبصار الخيرية 2009/02م - 2015/12م.

## الإنجازات
- تقديم وتنفيذ فكرة وجبه الراكب الكفيف للخطوط السعودية.[42]
- تقديم وتنفيذ فكرة جمعية إبصار الخيرية للتأهيل وخدمة الإعاقة البصرية (2003م).[21]
- تقديم فكرة شركة نور للخدمات البصرية الطبية كأول شركة تعمل في مجال إنشاء المصانع والمشاريع المتخصصة في الإعاقة البصرية.[43]

## المؤلفات والإصدارات
- سطور مضئية من حكايات وذكريات بابا طاهر 2023م - سلسلة مقالات تروي حكايات وذكريات من طفولة ونشأة وأعمال الأديب السعودي طاهر زمخشري مع الإذاعة والطفل ومناسبات أهم قصائده.[44]
- الحب المفقود في بلاد الحبشة 2021م - بالشراكة مع المؤلف أمين غبره - رواية واقعية دارت أحداثها بين جِدَّة ومصوع وأسمرة صيف عام 1969م.[45]
- رحلتي عبر السنين – الجزء الثاني 2019 - جانب من سيرته الذاتية للفترة ما بين عام 1974م حتى 1977م، توثيق لأهم معالم وأحداث مدينة جدة في تلك الفترة ورحلاته إلى تونس ومصر، والمعالم التي زارها، وعادات وتقاليد شعوبها.[46]
- حصاد الظلام – ط1 2002م، ط2 - 2019م. قصة واقعية للتجربة الشخصية مع فقدان البصر.[47]
- الأديب طاهر زمخشري في سطور - ترجمة مختصرة للأديب السعودي الراحل طاهر عبد الرحمن زمخشري 2018م.[48]
- رحلتي عبر السنين - الجزء الأول 2017م - جانب من سيرته الذاتية للفترة ما بين عام 1961م إلى 1974م، ولادته ونشأته، وحياته في مدينة سانت لويس بولاية ميزوري الأمريكية وأهم الأحداث الاجتماعية والسياسية في تلك الفترة.[49]
- الماسة السمراء.. بابا طاهر زمخشري القرن العشرين - 2005. دراسة لتاريخ جوانب من حياة الأديب السعودي الراحل طاهر عبد الرحمن زمخشري وبعض ما كتبه الإعلام والأدباء والصحفيون عنه في مناسبات شتى وبعد وفاته.[50][51]

## الجوائز والتقديرات
- كرمه الاتحاد السعودي للكاراتيه في الحفل الذي أقامته جمعية متلازمة النجاح الأهلية مساء يوم الثلاثاء 2023/09/19م برعاية الاتحاد السعودي للكاراتيه، وفرع الموارد البشرية والتنمية الاجتماعية بمنطقة مكة المكرمة نظير جهوده في مجال خدمات الإعاقة.[52]
- أوسكار الإبداع العربي من الاتحاد الدولي للمنجزين العرب والأفارقة 2019م، نظير تحويله إعاقته البصرية إلى طاقة إيجابية أسفرت عن تقديمه لفكرة وجبة الراكب الكفيف للخطوط العربية السعودية وفوزها بعدة جوائز عالمية، وتأسيسه جمعية إبصار الخيرية بالمملكة وإدارتها لأكثر من 10 سنوات وتحقيقه للمركز الأول (مكرر) بجائزة الاميرة صيتة بنت عبد العزيز للتميز في العمل الاجتماعي وتقديمه خمسة مؤلفات أدبية فضلًا عن مشاركاته في الاجتماعات والمؤتمرات العلمية الدولية بأوراق عمل تخصصية في الوكالة الدولية لمكافحة العمى، رابطة أبحاث ضعف البصر وإعادة التأهيل العالمية والمجلس الدولي لتعليم المعاقين بصرياً.[53]
- كرمته الجمعية السعودية لطب العيون في مؤتمر البحر الأحمر الثالث لطب العيون 2017م نظير ما قدمه في مجال خدمات الإعاقة البصرية وإعادة التأهيل.[54]
- كرمه وزير التجارة السعودي السابق د. توفيق الربيعة ضمن فعاليات ملتقى رواد الأعمال الثامن 2016م بصفته أول معاق بصرياً يصدر سجل تجاري باستخدام «قارئ الشاشة».[55]
- جائزة الأميرة صيتة بنت عبد العزيز للتميز في مجال العمل الاجتماعي 2015م.[56][57]
- كرمته وزارة الصحة الإماراتية ضمن فعاليات الأسبوع السعودي الإماراتي لذوي الإعاقة «الواثقون» 2013م كأحد السعوديين المعاقين بصرياً الذين يمثلون نموذجاً حياً لاهتمام حكومة خادم الحرمين الشريفين يحفظه الله بدعم ذوي الإعاقة.[58]
- وسام ART يستحقون الوسام عن قصة رحلتي في الظلام الأبيض 1998م.[59]

## من أقواله
«فقدان البصر لا يعني فقدان القدرة على الإبداع».
«عالم الرؤية بالقلب وليس الرؤية بالبصر من خلال الثقافة والعلم والقضاء التام على العجز عن العمل والعجز البصري والانتصار والكفاح والخروج من نفق الظلام إلى نفق النور والبصيرة».
«العمل الإنساني هو الأساس في بناء كياني مجتمعي واعد وسليم، وإن الاهتمام بالجانب الإنساني عماد للتنمية والاقتصاد القوي للبلاد».

## كتب عنه
- مكفوفون سعوديون في دائرة الضوء - كتاب - الكاتبة جهينة العبد الواحد - 2019
- «الرؤى الخالدة».. مرثية «أم كلثوم» تبهر رواد «جدة للكتاب» - صحيفة أخبار اليوم المصرية - الأحد، 15 ديسمبر 2019
- حكايات السعودي «بلو».. كفيف «عايش على الطيران» بأجنحة برايل - مقال - صحيفة أخبار اليوم المصرية - الأحد، 29 ديسمبر 2019
- حفيد الزمخشري “بلو” الذي أجبر الظلام على النور.. وتحدى العمى “بإبصار” - 3 يونيو 2011

## معرض صور

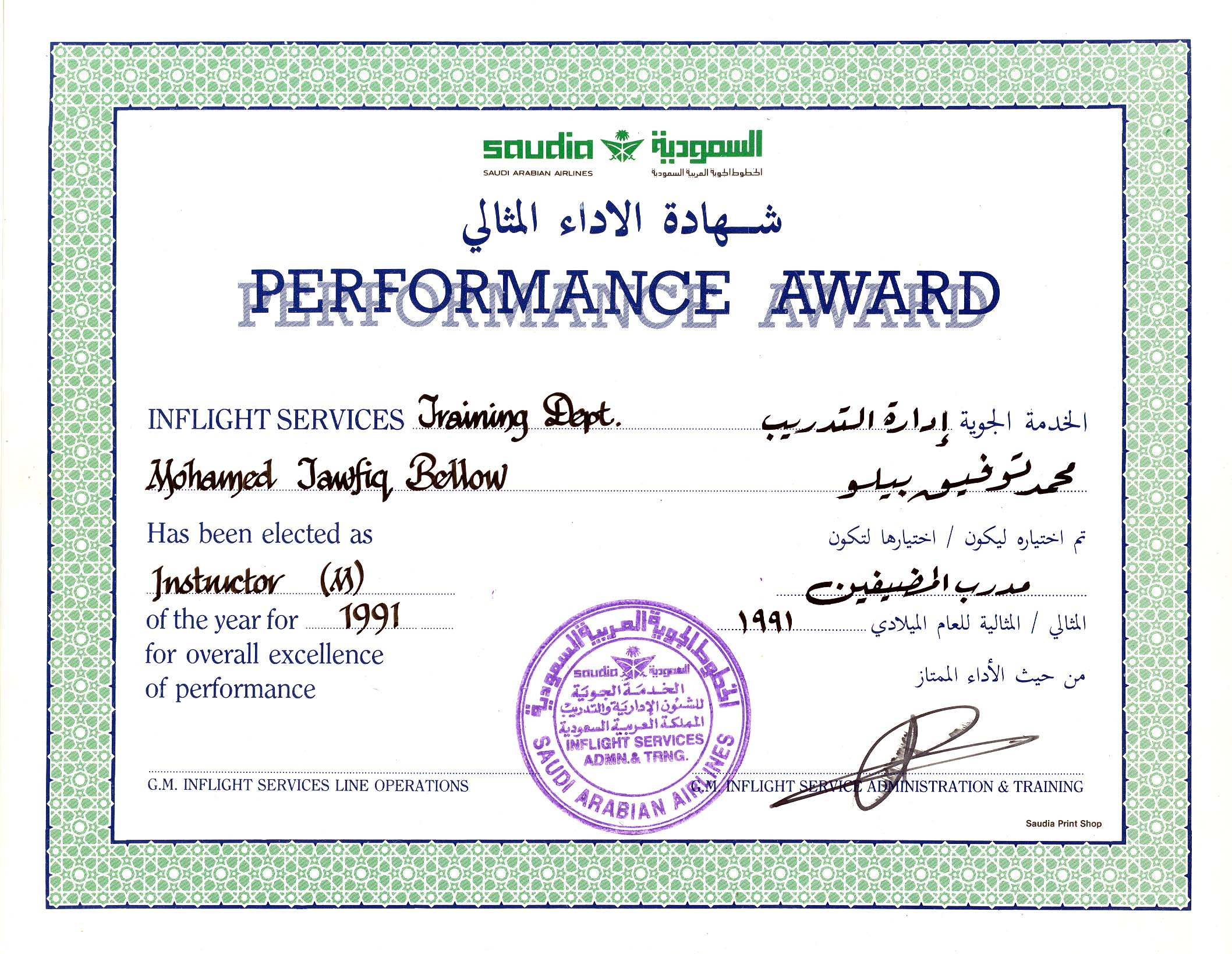
شهادة الأداء المثالي - مدرب المضيفين - الخطوط السعودية 1991م
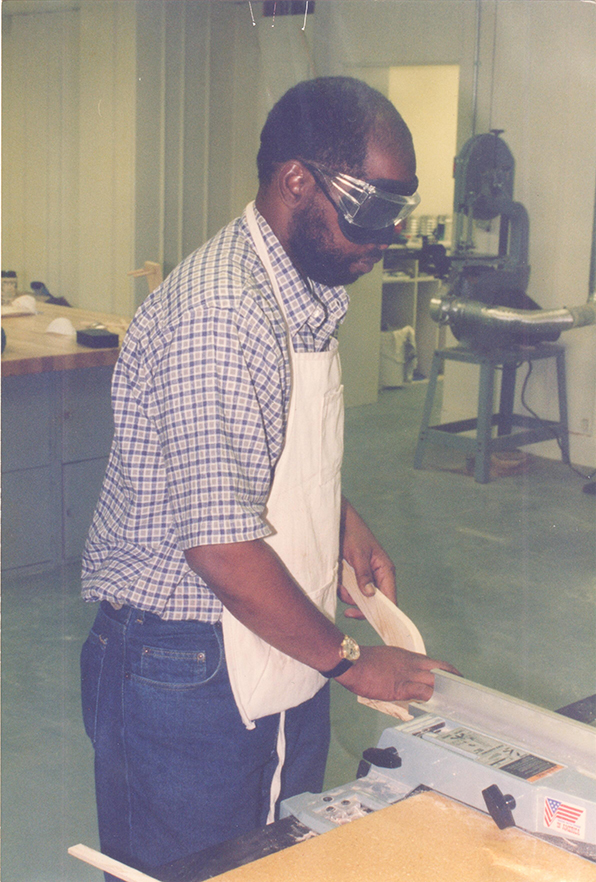
محمد توفيق بلو داخل ورشة الفن الصناعي بمعهد مينيابوليس التابع للجمعية الوطنية للمكفوفين بولاية مينيسوتا الأمريكية سبتمبر 1996
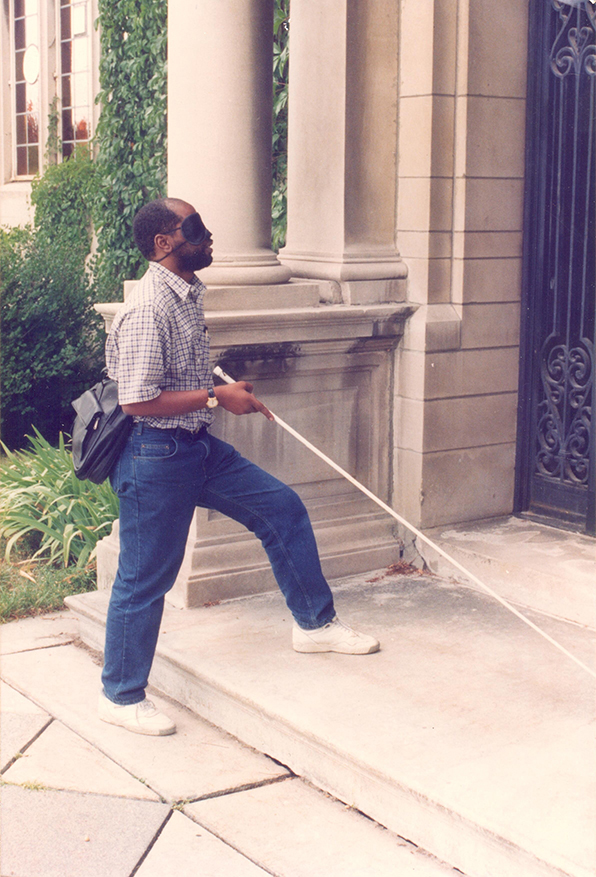
محمد توفيق بلو عند مدخل معهد مينيابوليس التابع للجمعية الوطنية للمكفوفين بولاية مينيسوتا الأمريكية سبتمبر 1996
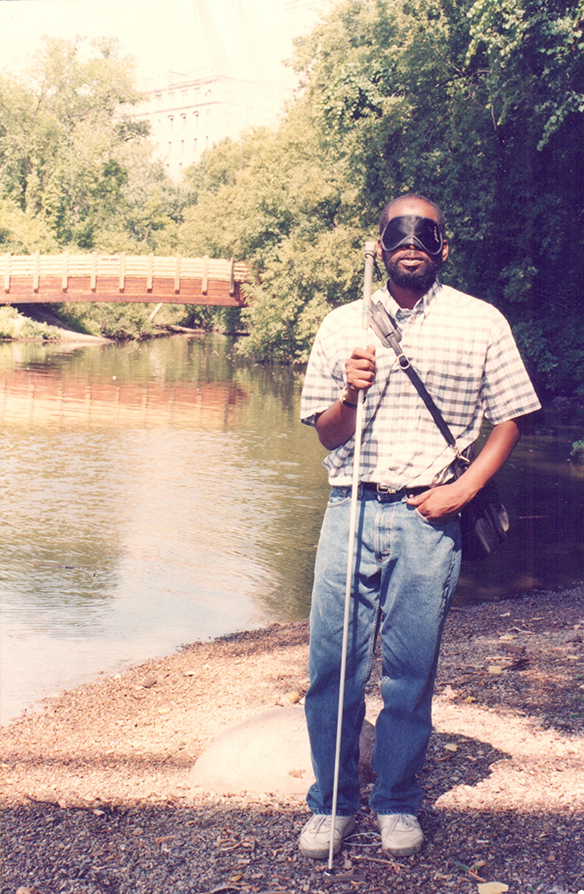
محمد توفيق بلو على ضفة نهر المسيسبي مينيابوليس بولاية مينيسوتا الأمريكية 1996
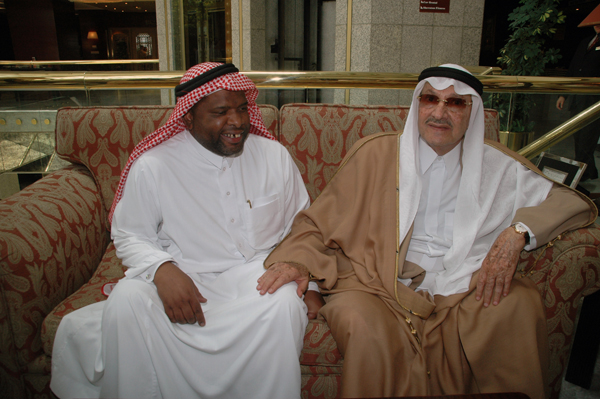
محمد توفيق بلو في حديث مع الأمير طلال بن عبد العزيز في بهو فندق شيراتون جدة 2009/06/10م
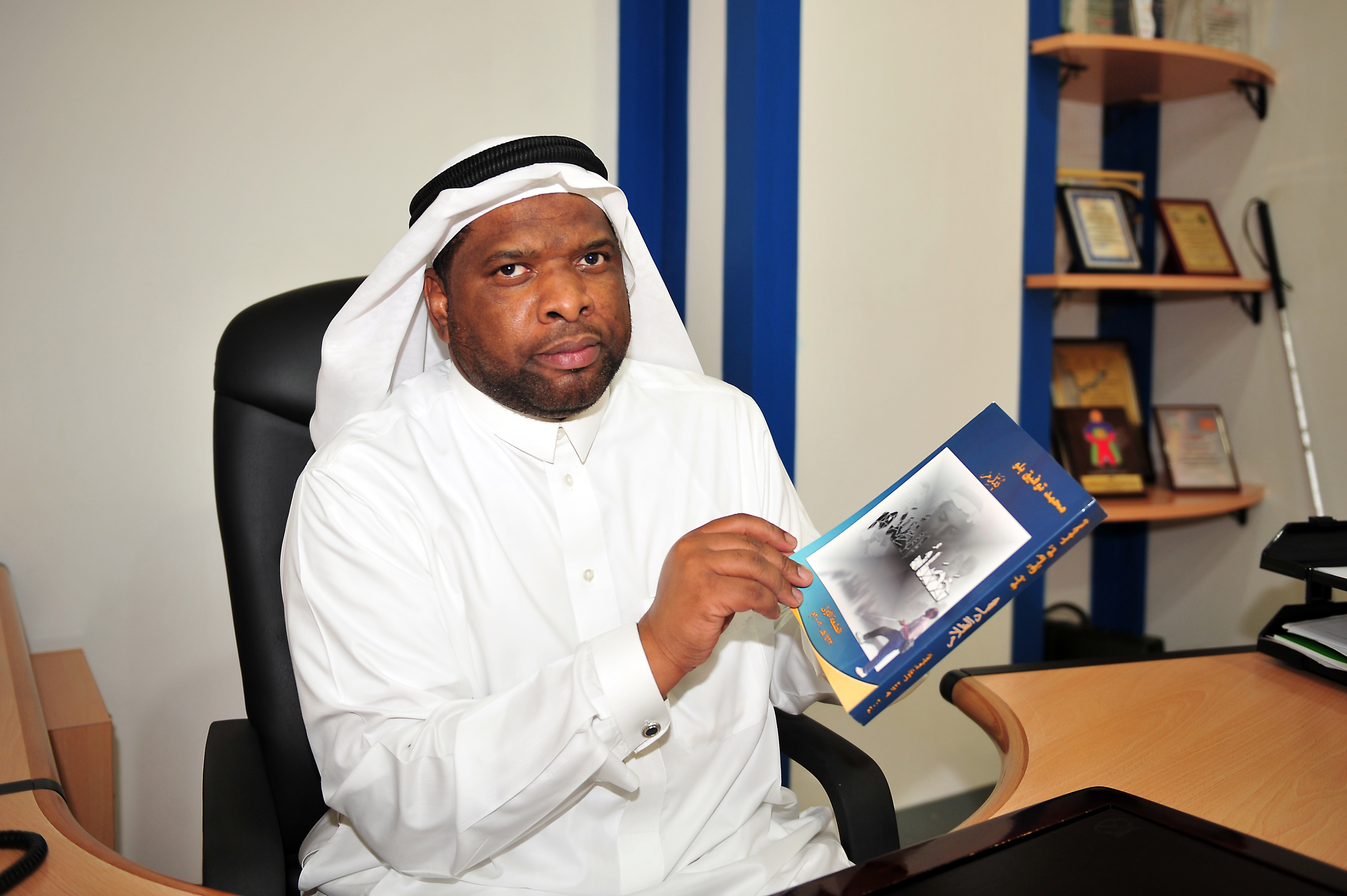
محمد توفيق بلو في مكتبه بجمعية إبصار يتصفح مؤلفه حصاد الظلام 2009
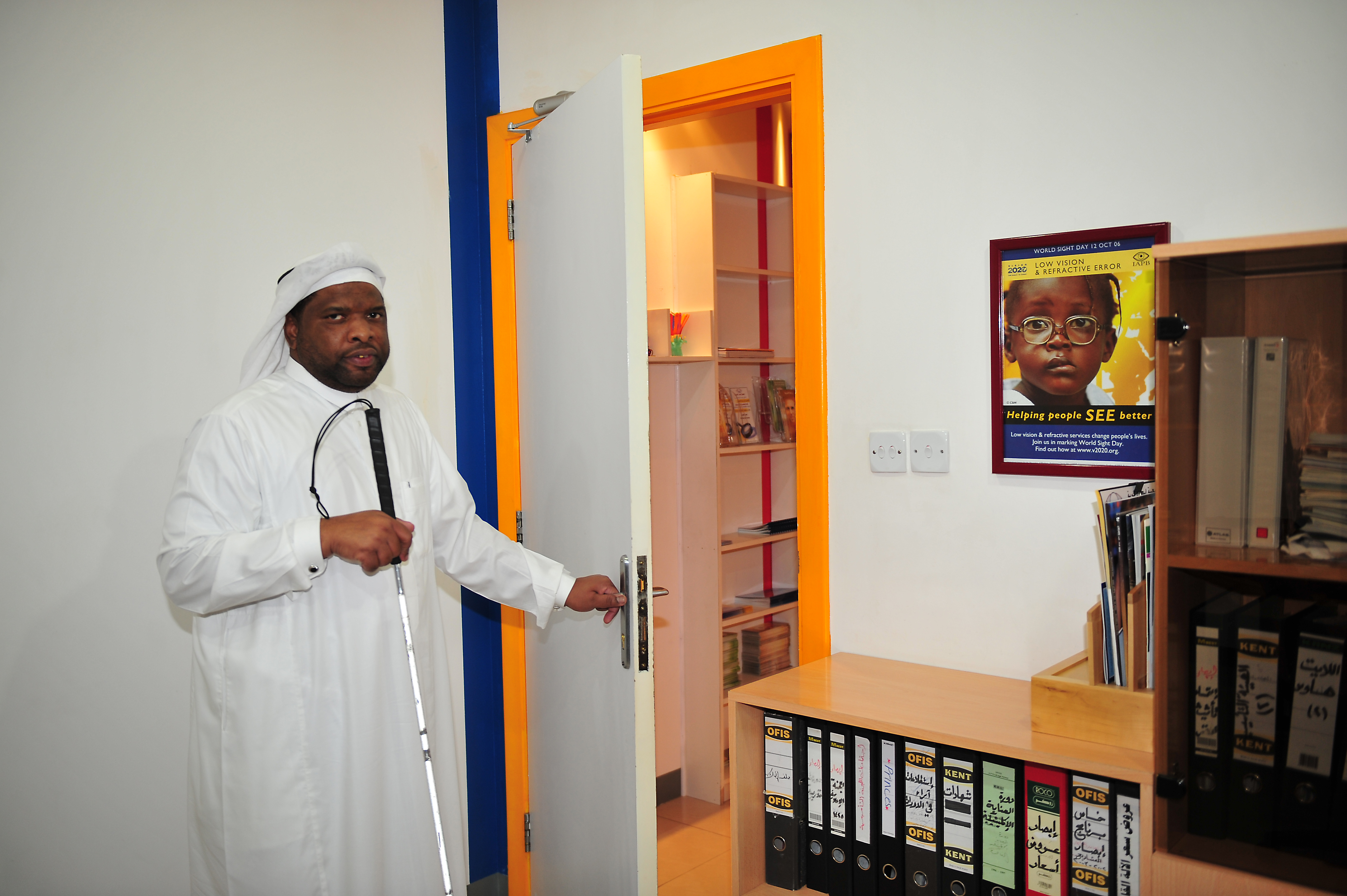
محمد توفيق بلو وهو يغادر مكتبه في جمعية إبصار 2009
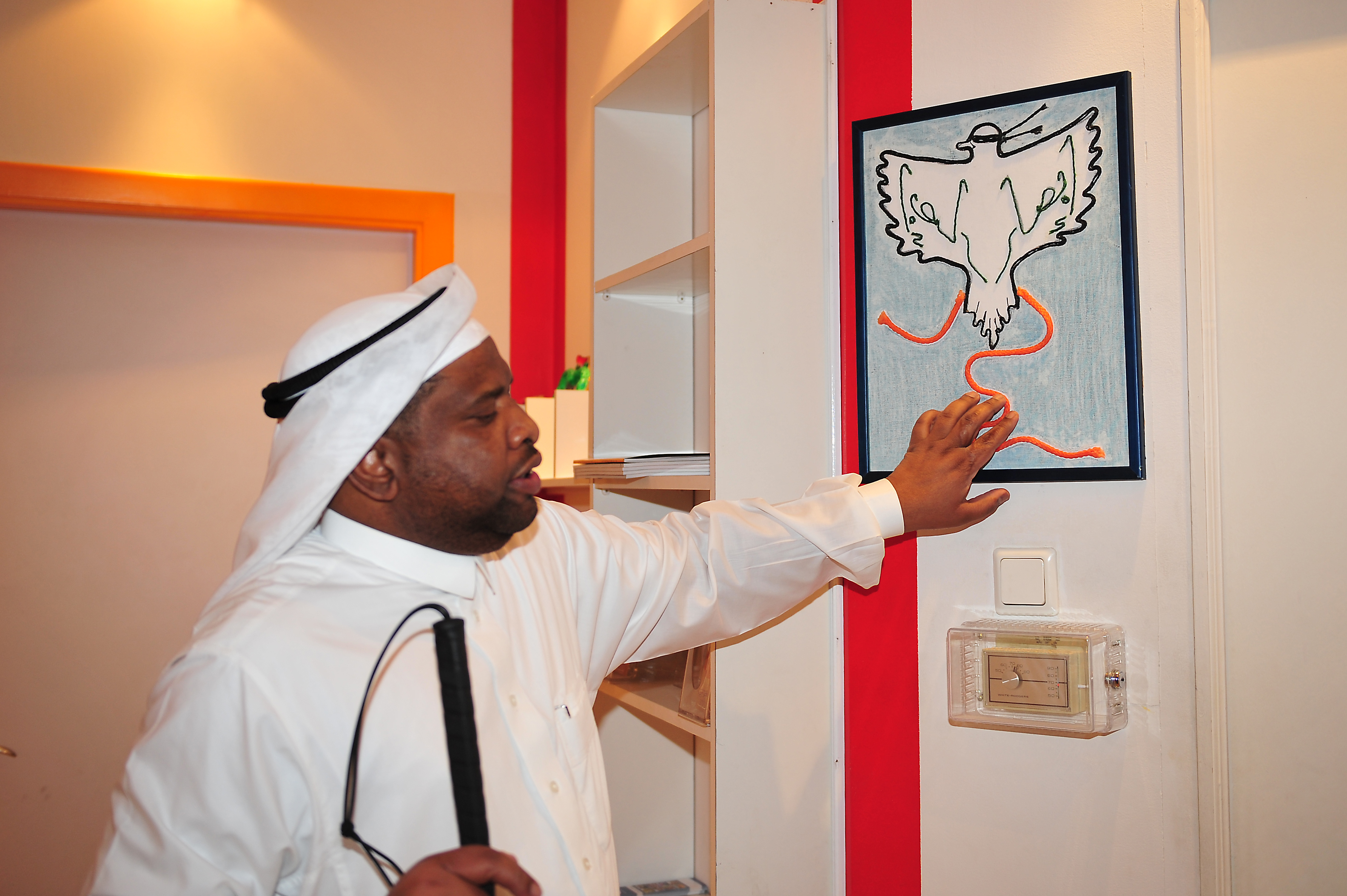
محمد توفيق بلو إلى جانب اللوحة الفنية التي أهديت له من الفنانة التشكيلية ذات الإعاقة البصرية إيمان عبد الغني السليماني 2009
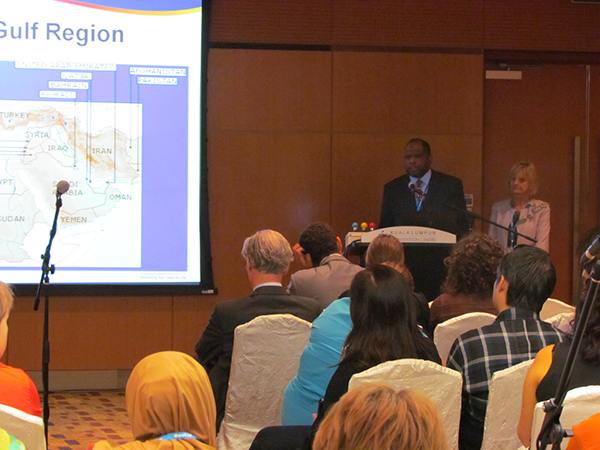
محمد توفيق بلو - أثناء تدشينه مشروع التعليم الإلكتروني عن بعد - المؤتمر العاشر لضعف البصر - كوالالمبور - ماليزيا 2011م
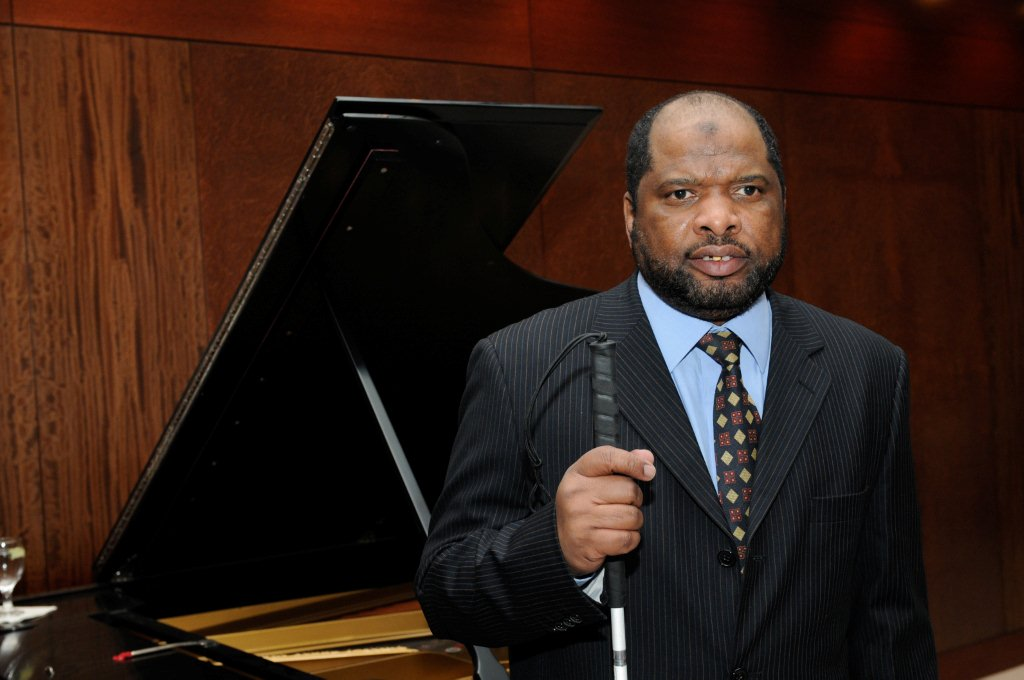
محمد توفيق بلو أثناء حضور الحفل الختامي لمؤتمر تحالف خدمات الإبصـار بالولايات المتحدة الأمريكية بمبنى Mutual of America - نيويورك - أكتوبر 2011
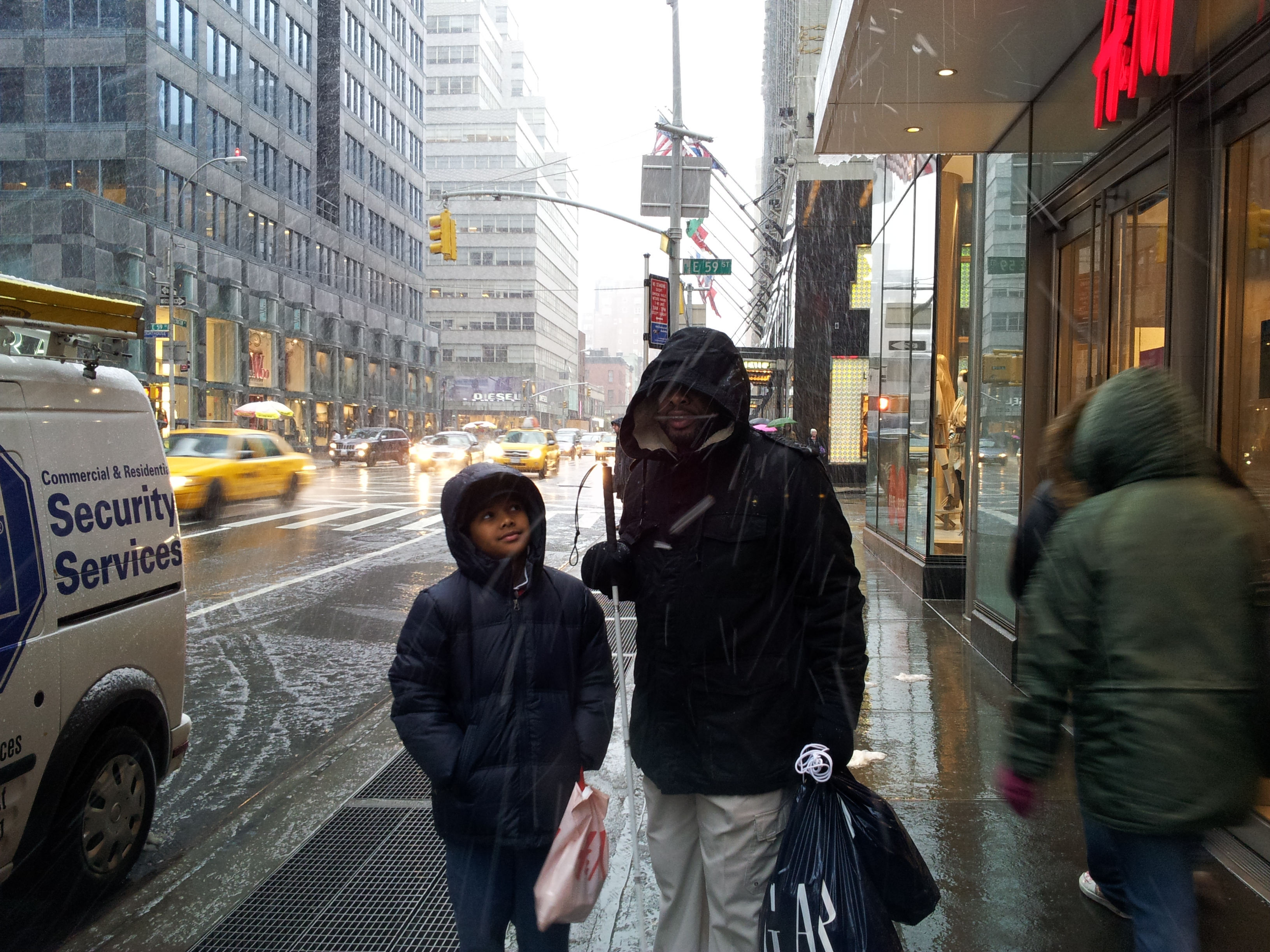
محمد توفيق بلو مع ابنه سامي في جادة لكسنغتون مانهاتن نيويورك أثناء عاصفة ثلجية اكتوبر 2011
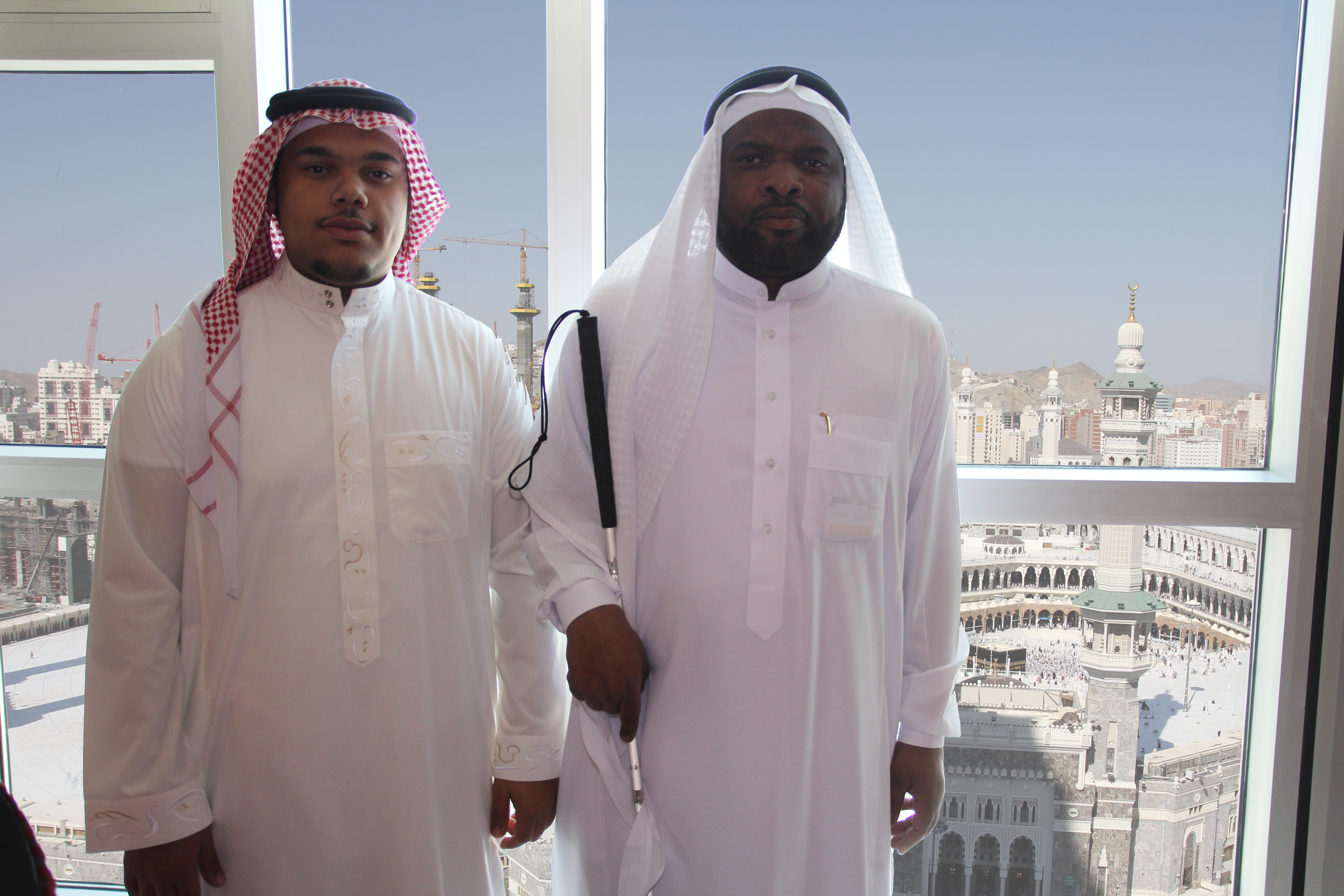
محمد توفيق بلو وأبنه سندس من جناح فندق فيرمونت - برج ساعة مكة 2012
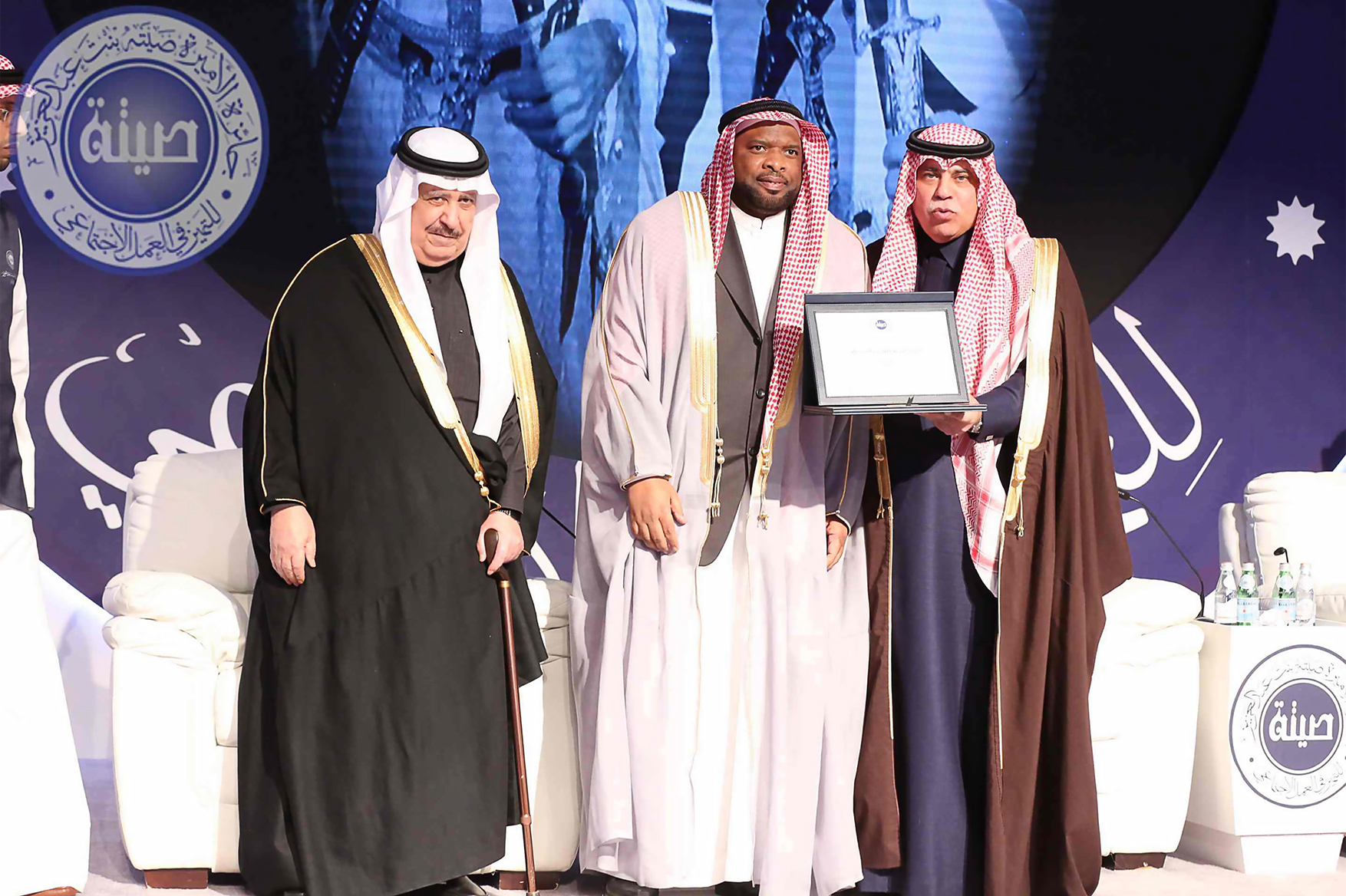
محمد توفيق بلو يتسلم جائزة الأميرة صيتة بنت عبد العزيز للتميز في مجال العمل الاجتماعي لعام 2015 من دكتور ماجد القصبي أمين عام الجائزة
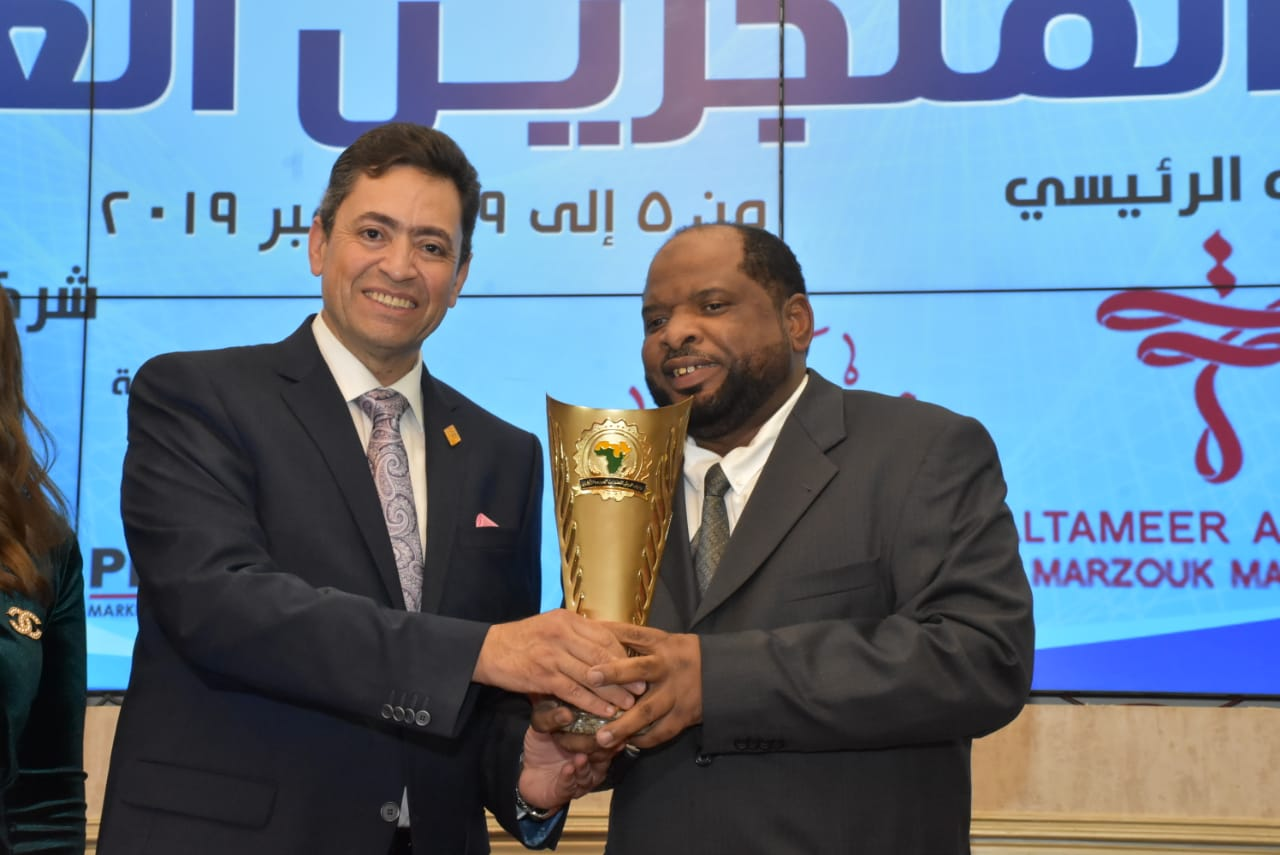
محمد توفيق بلو يتسلم جائزة أوسكار الإبداع العربي لعام 2019م من اللواء د. سامح لطفي رئيس الاتحاد الدولي للمنجزين العرب والأفارقة 05 ديسمبر 2019م
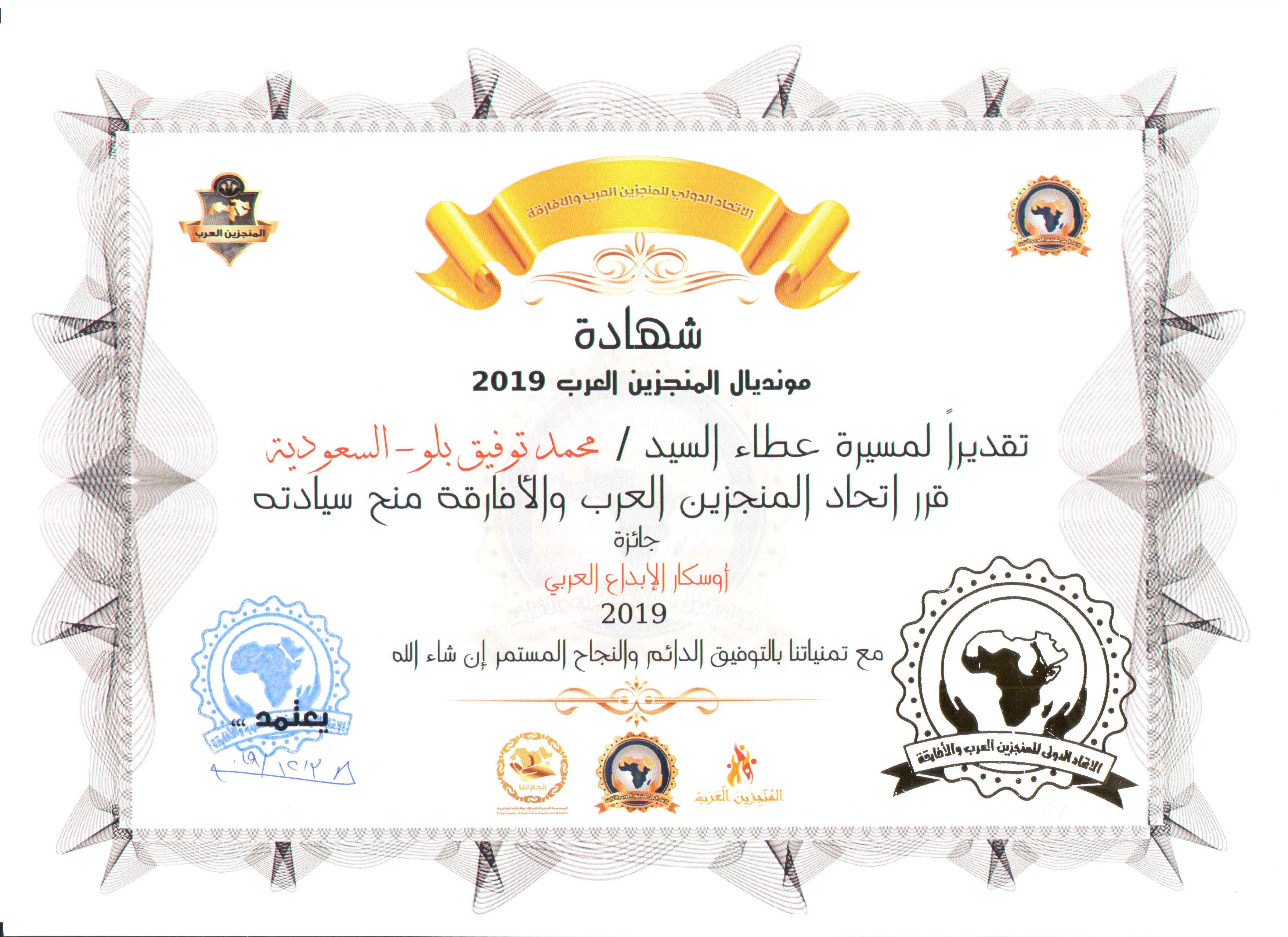
محمد توفيق بلو - شهادة نيل جائزة الإبداع العربي - مونديال المنجزين العرب - القاهرة 2019

## وصلات خارجية
- أمين عام سابق لجمعية إبصار لـ ـ«سيدتي»: إعاقتي سبب نجاحي
- 3 جهات تبدأ مشروع إنشاء قوائم للطعام بطريقة «برايل» ل ـ«المكفوفين»
- كفيف يشغل وظيفة أول طاهٍ جوي سعودي
- سكاي آى.. منظومة إلكترونية سعودية تحد من اختطاف الطائرات
- وزير التجارة يسلم «محمد بلو» أول سجل تجاري باستخدام «قارئ الشاشة»
- خبير عناية بالإبصار يدعو لتأسيس مراكز وعيادات متخصصة للنظر
- حوار مع أمين عام «جمعية إبصار الخيرية» في المملكة العربية السعودية نسخة محفوظة 31 يناير 2019 على موقع واي باك مشين.